# Kalanchoe latisepala
Kalanchoe latisepala är en fetbladsväxtart som beskrevs av N. E. Brown. Kalanchoe latisepala ingår i släktet Kalanchoe och familjen fetbladsväxter. Inga underarter finns listade i Catalogue of Life.